# Sea Change
Sea Change is de tweeëntwintigste aflevering van het dertiende seizoen van de televisieserie ER, die voor het eerst werd uitgezonden op 10 mei 2007.

## Verhaal
Dr. Kovac en dr. Lockhart genieten van hun wittebroodsweken. Dr. Kovac krijgt dan een telefoontje vanuit Kroatië met slecht nieuws over zijn vader, hij is zwaar ziek en dr. Kovac besluit dan om naar Kroatië te gaan met dr. Lockhart en Joe achterlatend. 
Dr. Morris en Bobeck verblijven nog steeds in het hotel, hij wil dit dolgraag aanhouden. Hij denkt dat dit de enige manier is om hun relatie in stand te houden. Uiteindelijk vertelt Bobeck aan hem geen zorgen te maken en dat hun relatie gewoon in stand blijft na hun verblijf in het hotel. 
Dr. Pratt maakt kennis met het hoofd van de afdeling ic dr. Moretti. Dr. Moretti bekritiseert de methodes op de SEH, en dit is tegen het zere been van dr. Pratt.
Dr. Crenshaw moet in opdracht van dr. Dubenko de infecties na een operatie terug dringen. Hij geeft nu dr. Rasgotra opdracht een patiënt te verhuizen naar de ic voordat de patiënt volgens haar stabiel genoeg is, dit om zo de infecties terug te dringen. Tijdens het transport gaat het met de patiënt verkeerd en houdt hieraan waarschijnlijk een hersenbeschadiging aan over. Dit voorval is voor dr. Moretti een duidelijk voorbeeld om de regels in het ziekenhuis ter discussie te stellen om zo meer doden te voorkomen. 
Dr. Moretti besluit na deze voorvallen de functie van hoofd van de SEH te aanvaren. 
Dr. Rasgotra zoekt dr. Barnett omdat zij hem na het huwelijksfeest niet meer gesproken heeft. Als zij in zijn huis aankomt, ziet zij een verlaten woning met in een vissenkom twee dode vissen.
Dr. Gates overlegt met een advocaat om volledige voogdij te krijgen over Sarah, de advocaat vertelt hem dat hij hiervoor een goede kans maakt. Sarah maakt aan dr. Gates duidelijk dat zij bij hem wil blijven. 

## Rolverdeling

### Hoofdrollen
- Goran Višnjić - Dr. Luka Kovac
- Maura Tierney - Dr. Abby Lockhart
- Mekhi Phifer - Dr. Gregory Pratt
- Parminder Nagra - Dr. Neela Rasgrota
- John Stamos - Dr. Tony Gates
- Scott Grimes - Dr. Archie Morris
- Stanley Tucci - Dr. Kevin Moretti
- Leland Orser - Dr. Lucien Dubenko
- J.P. Manoux - Dr. Dustin Crenshaw
- Gina Ravera - Dr. Bettina DeJesus
- Linda Cardellini - verpleegster Samantha Taggart
- Laura Cerón - verpleegster Chuny Marquez
- Angel Laketa Moore - verpleegster Dawn Archer
- Lyn Alicia Henderson - ambulancemedewerker Pamela Olbes
- Malaya Rivera Drew - Katey Alvaro
- Busy Philipps - Hope Bobeck
- Chloe Greenfield - Sarah Riley

### Gastrollen (selectie)
- Julia Ling - Mae Lee Park
- Lucinda Jenney - Allison
- Tanya Wright - Megan Strand
- Mark Harelik - James
- Scott Atkinson - Blake
- Marc Jablon - Larry Weston
- Brenda Ballard - Barb Weston
- John C. Moskoff - Len Weston